# Michael Atiyah
Michael Francis Atiyah (22. dubna 1929 Hampstead – 11. ledna 2019) byl britský matematik zabývající se geometrií. Vyrostl v Súdánu a Egyptě, ale většinu své akademické kariéry strávil ve Spojeném království v Oxfordu a Cambridgi a ve Spojených státech na Institute for Advanced Study. Byl prezidentem Královské společnosti (1990–1995), ředitelem Trinity College (1990–1997), kancléřem Univerzity v Leicesteru (1995–2005) a prezidentem Královské společnosti v Edinburghu (2005–2008). Byl čestným prezidentem na Univerzitě v Edinburghu.
Mezi jeho spolupracovníky v matematice patří např. Raoul Bott, Friedrich Hirzebruch a Isadore Singer a jeho studenti Graeme Segal, Nigel Hitchin a Simon Donaldson. Spolu s Hirzebruchem položil základy pro topologickou K-teorii, důležitý nástroj v algebraické topologii, který popisuje způsoby, kterými může být ohýbán prostor. Atiyahova-Singerova věta o indexu, kterou spolu se Singerem dokázal v roce 1963, se využívá k určení počtu řešení diferenciálních rovnic. V roce 1966 získal Fieldsovu medaili, v roce 1988 Copleyho medaili a v roce 2004 Abelovu cenu.